# Acústico II (álbum de Bruno & Marrone)
Acústico II é o quarto álbum ao vivo e o quarto álbum de vídeo da dupla sertaneja Bruno & Marrone, lançado pela Sony BMG em 2007.
Foi gravado nos dias 19 e 20 de junho de 2007, nos Novos Estúdios, em São Paulo, contou com as participações especiais de Alexandre Pires, Durval Lélys, Marcelo Rossi e Milionário & José Rico, e é composto por 23 músicas, sendo 19 inéditas e 4 regravações.

## Lista de faixas
| Vol. 1         |                                                       |                                                            |         |  |
| N.º            | Título                                                | Compositor(es)                                             | Duração |  |
| 1.             | "Pra Não Morrer de Amor (Malherido)"                  | Cristóbal Sansano (versão: Bruno / João Victor / Vinicius) | 3:39    |  |
| 2.             | "Um Sonho Louco"                                      | Bruno / Edson / Felipe / Vinícius                          | 3:55    |  |
| 3.             | "Não Faz Mais Isso Comigo"                            | Bruno / Elias Muniz                                        | 3:24    |  |
| 4.             | "Nossa Senhora do Brasil" (Part. Padre Marcelo Rossi) | Bruno / Felipe                                             | 3:55    |  |
| 5.             | "Consciência Pesada"                                  | Bruno / Felipe / Vinícius                                  | 4:03    |  |
| 6.             | "Amor de Balada"                                      | Bruno / João Victor / Rodrigo Freitas                      | 3:01    |  |
| 7.             | "Chorão Apaixonado"                                   | Altair Menezes / Gilson / Rafael Dias                      | 3:31    |  |
| 8.             | "Ficar por Ficar"                                     | Everton Matos / Jairo Goes / Rivanil                       | 3:08    |  |
| 9.             | "Assim Como o Sol"                                    | Bruno / Giuliano                                           | 2:56    |  |
| 10.            | "Um Tremendo Bobão"                                   | Paulinho Levi / Tivas                                      | 2:57    |  |
| 11.            | "Seja Bem Vinda"                                      | Bruno / João Victor / Felipe                               | 3:25    |  |
| 12.            | "Coisa da Pele"                                       | Bruno / João Victor / Rodrigo Freitas                      | 3:34    |  |
| 13.            | "Castelo de Areia"                                    | Bruno / Edson / Felipe                                     | 3:26    |  |
| Duração total: | Duração total:                                        | Duração total:                                             | 48:46   |  |

| Vol. 2         |                                                               |                                                            |         |  |
| N.º            | Título                                                        | Compositor(es)                                             | Duração |  |
| 1.             | "Lágrimas e Vinho"                                            | Bruno / Edson                                              | 3:57    |  |
| 2.             | "Só de Você"                                                  | Everton Matos / Jairo Goes / Rivanil                       | 3:09    |  |
| 3.             | "Abafa o Caso" (Part. Alexandre Pires)                        | Bruno / Elias Muniz                                        | 3:24    |  |
| 4.             | "Recaída"                                                     | Rick / Sergio Pinheiro                                     | 3:05    |  |
| 5.             | "Dona do Meu Sentimento"                                      | Bruno / Giuliano                                           | 4:40    |  |
| 6.             | "Carnaval"                                                    | Airo / Bruno / Edson                                       | 3:06    |  |
| 7.             | "Não tô pra Ninguém"                                          | Jairo Goes / Sergio Porto                                  | 2:59    |  |
| 8.             | "Um Beijo e Tchau"                                            | Bruno / Elias Muniz                                        | 3:04    |  |
| 9.             | "Vou Pedir a Deus Você"                                       | Bruno / Giuliano                                           | 3:25    |  |
| 10.            | "Sem Você"                                                    | Paula Fernandes / Victor Chaves                            | 3:49    |  |
| 11.            | "Cabecinha no Ombro / Chalana" (Part. Milionário & José Rico) | Arlindo Pinto / Mario Zan / Paulo Borges                   | 3:12    |  |
| 12.            | "Pensa Num Trem Bão"                                          | Airo / Bruno / Felipe                                      | 2:57    |  |
| 13.            | "Borbulhas de Amor (Tenho um Coração)"                        | Ferreira Gullar / Juan Guerra                              | 4:07    |  |
| 14.            | "Pra Não Morrer de Amor (Malherido)"                          | Cristóbal Sansano (versão: Bruno / João Victor / Vinicius) | 3:39    |  |
| Duração total: | Duração total:                                                | Duração total:                                             | 48:41   |  |

| DVD            |                                                               |                                                            |         |  |
| N.º            | Título                                                        | Compositor(es)                                             | Duração |  |
| 1.             | "Nossa Senhora do Brasil" (Part. Padre Marcelo Rossi)         | Bruno / Felipe                                             |         |  |
| 2.             | "Recaída"                                                     | Rick / Sergio Pinheiro                                     |         |  |
| 3.             | "Um Sonho Louco"                                              | Bruno / Edson / Felipe / Vinícius                          |         |  |
| 4.             | "Não Faz Mais Isso Comigo"                                    | Bruno / Elias Muniz                                        |         |  |
| 5.             | "Abafa o Caso" (Part. Alexandre Pires)                        | Bruno / Elias Muniz                                        |         |  |
| 6.             | "Dona do Meu Sentimento"                                      | Bruno / Giuliano                                           |         |  |
| 7.             | "Consciência Pesada"                                          | Bruno / Felipe / Vinícius                                  |         |  |
| 8.             | "Carnaval"                                                    | Airo / Bruno / Edson                                       |         |  |
| 9.             | "Amor de Balada"                                              | Bruno / João Victor / Rodrigo Freitas                      |         |  |
| 10.            | "Chorão Apaixonado"                                           | Altair Menezes / Gilson / Rafael Dias                      |         |  |
| 11.            | "Pensa Num Trem Bão"                                          | Airo / Bruno / Felipe                                      |         |  |
| 12.            | "Ficar por Ficar"                                             | Everton Matos / Jairo Goes / Rivanil                       |         |  |
| 13.            | "Assim Como o Sol"                                            | Bruno / Giuliano                                           |         |  |
| 14.            | "Doidera" (Part. Durval Lélys)                                | Bruno / Giuliano                                           |         |  |
| 15.            | "Um Tremendo Bobão"                                           | Paulinho Levi / Tivas                                      |         |  |
| 16.            | "Só de Você"                                                  | Everton Matos / Jairo Goes / Rivanil                       |         |  |
| 17.            | "Pra Não Morrer de Amor (Malherido)"                          | Cristóbal Sansano (versão: Bruno / João Victor / Vinicius) |         |  |
| 18.            | "Seja Bem Vinda"                                              | Bruno / João Victor / Felipe                               |         |  |
| 19.            | "Coisa da Pele"                                               | Bruno / João Victor / Rodrigo Freitas                      |         |  |
| 20.            | "Sem Você"                                                    | Paula Fernandes / Victor Chaves                            |         |  |
| 21.            | "Cabecinha no Ombro / Chalana" (Part. Milionário & José Rico) | Arlindo Pinto / Mario Zan / Paulo Borges                   |         |  |
| 22.            | "Castelo de Areia"                                            | Bruno / Edson / Felipe                                     |         |  |
| 23.            | "Lágrimas e Vinho"                                            | Bruno / Edson                                              |         |  |
| Duração total: | Duração total:                                                | Duração total:                                             | 1:24:15 |  |